# Villars (Charente)
Villars era una comuna francesa que estaba situada en el departamento de Charente, de la región de Nueva Aquitania, que en 1970 se fusionó con la comuna de Magnac-Lavalette, formando la nueva comuna de Magnac-Lavalette-Villars.

## Demografía
| Gráfica de evolución demográfica de Villars entre 1800 y 1968 |
|                                                               |

Los datos demográficos contemplados en este gráfico se han cogido de la página francesa EHESS/Cassini.